# Новолукомъл
Новолукомъл (на беларуски: Новалукомль; на руски: Новолукомль) е град в Беларус, разположен в Чашникски район, Витебска област. Населението на града през 2017 година е 13 072 души.

## История
Селището е основано през 1964 година, през 1970 година получава статут на град.